# ملحة عبد الله
ملحة عبد الله (1957-) كاتبة صحفية، مسرحية، وناقدة وباحثة سعودية. ولدت في مدينة أبها بمنطقة عسير جنوب المملكة العربية السعودية. تلقب بسيدة المسرح السعودي، وهي أول سعودية تدرس المسرح. ألفت نظرية (البعد الخامس) في المسرح. وهي السيدة العربية الأولى الحاصلة على الدكتوراه الفخرية في المسرح من منظمة الأمم المتحدة (يوناريتس). ونالت جائزة اليونسكو للمونودراما عن مسرحيتها (العازفة)، إضافة للعديد من التكريمات والجوائز المحلية والعالمية في المسرح والتأليف.
تنقلت الدكتورة ملحة ما بين السعودية، سوريا، ومصر، بريطانيا والولايات المتحدة إلى أن استقرت في مصر. وهي خريجة أكاديمية الفنون بمصر، وحاصلة على درجتي الدكتوراه والماجستير في النقد والدراما وفلسفة المسرح. عملت مراسلة لصحيفة البلاد السعودية في مصر وكتبت لعدة صحف سعودية أخرى، كما تحمل في رصيدها 55 نص مسرحي عرض منها 44 عرضا. ولها مجموعة من المؤلفات النقدية. وتكتب مقالاً أسبوعياً في صحيفة الرياض السعودية من عام 2016م.

## حياتها
ولدت ملحة عبد الله عام 1957 بمدينة أبها جنوب السعودية. تزوجت في سن مبكرة في الـ 14 وتنقلت مابين السعودية، سوريا، بريطانيا والولايات المتحدة واستقرت في مصر. وهي أم لـ 6 من الأبناء والبنات. درست في المدرسة الأولى للبنات في أبها، وأتمت المرحلة الثانوية في المدرسة السنية بالقاهرة. ثم التحقت بأكاديمية الفنون بالقاهرة وحلصت على درجة البكالوريوس في النقد والدراما. نالت درجة الماجستير على نظريتها (البعد الخامس في التلقي والمسرح)، ودرجة الدكتوراه عن رسالتها (حكمة النقد بين الأنس والاغتراب) من جامعة بركلي بالولايات المتحدة الأمريكية. كما حازت الدكتوراه الفخرية مرتين إحداها من الأمم المتحدة (يوناريتس)عن نظريتها في البعد الخامس، والثانية من الأمم المتحدة لخدمتها السلام العالمي ومحاربة الإرهاب.

## الأعمال المسرحية
كتبت ملحة عبد الله 52 نصا مسرحيا، تم عرض 44 منها، وعرض لها في السعودية ومصر والأردن، وفي مسرح إسكندرية مسرحية الليبرو التي شارك في بطولتها الممثل المصري سعيد صالح.
بعض مسرحياتها:
- المسخ.
- أم الفأس.
- حانة الربيع.
- مواطن رغم أنفه.
- العازفة.
- المتاهة.
- الليبرو.
- سر الطلسم.[6][7]
- فنجان قهوة.
- الطاحونة.
- حينما تموت الثعالب.
- شق المبكى.
- جوكاستا 1.
- التميمة.[8]
- ميت أراجوز.
- الحجلة وعين العفريت.
- شبة النار.
- صهيل.
- حالة اختبار.
- السور.
- اغتيال المواطن دو.
- المنظر.
- الجسر.
- زمن المنضى.
- بير هوت.
- ضبط وإحضار (تنويعة على أسطورة فاوست).
- الليل والنيل.
- ها تلاقيها فين.[9]

## مؤلفات
- «أثر البداوة على المسرح في السعودية». 1994م.[10]
- مؤلفات ملحه عبد الله المسرحية (المجلد الأول). 1995.
- «أثر الهوية الإسلامية على المسرح في السعودية». 1998.
- مؤلفات ملحه عبد الله المسرحية (المجلد الثاني). 2002.[11]
- «البعد الخامس في التلقي والمسرح». 2002.
- «المرأة والمسرح في شبه الجزيرة العربية: وقائع ملتقى علمي حول المسرح». 2003.
- «إبداع الجزر المنعزلة: دراسة في إبداع المرأة في المسرح في الجزيرة العربية» [بالاشتراك]. 2006.
- «موسوعة نقد النقد: حكمة النقد بين الأنس والاغتراب» (3 مجلدات). 2011.[12]
- «عادات وتقاليد المملكة العربية السعودية».2012.[13]
- «العازفة: عشر مسرحيات مونودراما عربية». 2012.
- «مسرح المرأة بين الأساس القبلي والتحديث». 2013.
- «اللذة والكدر: مقالات في المسرح والدراما». 2016.[14]
- «الجزيرة العربية: الهوية، المكان، الإنسان». 2018.[2]
- «أركان المسرح: كيف أكتب مسرحية». 2020.[15]
- «د/ ملحة العبد الله: سيدة المسرح، الأعمال المسرحية الكاملة 1992 - 2021». صدر عن نادي الطائف الأدبي 2023؟[16]

## جوائز وتكريمات
- جائزة التأليف المسرحي من مهرجان أبها الثقافي عن نص مسرحية (أم الفأس) 1994.
- جائزة أبها الثقافية في الرواية والمسرح عن مجمل أعمالها 2001.
- جائزة مسابقة فرقة الجيل الواعي الكويتية للنص المسرحي 2007.
- جائزة المونودراما الدولية من الهيئة العالمية للمسرح «ITI» من اليونسكو عن نص مسرحية العازفة 2011 - 2012.[16]
- جائزة المركز الأول في مسابقة المونودراما الدولية بنسختها العربية عن نص (العازفة) 2012.
- جائزة مهرجان الشمال للفكاهة عن نص مسرحية (المتاهة) 2013.
- تكريم مهرجان الدمام المسرحي في الدورة الـ 11 لتأثيرها في المسرح السعودي 2016.[3]
- كرمت من مهرجان الرياض للمسرح لعضويتها في لجنة الفرز والمشاهدة عام 2023م.[17][18]

## وصلات خارجية
- من طفلة انتزعها الزواج من دراستها بالخامس الابتدائي.. إلى سيدة المسرح السعودي الأولى
- د. ملحة عبد الله.. سيدة المسرح السعودي